# Parada de Ciudad Jardín (TRAM Alicante)
Ciudad Jardín es una parada del TRAM Metropolitano de Alicante donde presta servicio la línea 2. Está situada en la zona norte del casco urbano de Alicante, en el barrio de Ciudad Jardín.

## Localización y características
Se encuentra ubicada en la avenida Baronía de Polop. En esta parada se detienen los tranvías de la línea 2. Dispone de dos andenes y dos vías.

## Líneas y conexiones
| << Cabecera | < Estación         | Línea | Estación >   | Cabecera >>             |
| ----------- | ------------------ | ----- | ------------ | ----------------------- |
| Luceros     | Virgen del Remedio |       | Santa Isabel | Sant Vicent del Raspeig |